# Jack McDuff
Jack McDuff, geboren als Eugene McDuffy (Champaign, 17 september 1926 – Minneapolis, 23 januari 2001), was een Amerikaanse jazzorganist en orkestleider, die het meest prominent was tijdens het hardbop- en souljazztijdperk van de jaren 1960, vaak optredend met een orgeltrio.

## Carrière
McDuff begon zijn carrière als bassist onder Denny Zeitlin en Joe Farrell. Hij studeerde daarna privé in Cincinnati en werkte met Johnny Griffin in Chicago. Midden jaren 1950 leerde hij autodidactisch het orgel- en pianospel en speelde hij souljazz-opnamen in met Willis Jackson. Aangemoedigd door Willis Jackson in wiens band hij eind jaren 1950 ook bas speelde, verhuisde McDuff naar het orgel en begon de aandacht van Prestige Records te trekken terwijl hij nog bij de band van Jackson was. McDuff werd al snel bandleader en leidde bands met een jonge George Benson op gitaar, Red Holloway op tenorsaxofoon en Joe Dukes op drums. Met deze band nam hij meerdere albums op, daarnaast werkte hij met Joe Henderson, Pat Martino, Jimmy Witherspoon, David Newman, Rahsaan Roland Kirk, Sonny Stitt en Gene Ammons en experimenteerde hij ook met elektronische keyboards.
McDuff nam veel klassieke albums op bij Prestige, waaronder zijn debuutsolo Brother Jack in 1960, The Honeydripper (1961) met tenorsaxofonist Jimmy Forrest en gitarist Grant Green, Brother Jack Meets The Boss (1962) met Gene Ammons, Screamin' (1962) met altsaxofonist Leo Wright en gitarist Kenny Burrell en Brother Jack McDuff Live! (1963) met Holloway en Benson, waaronder zijn grootste hit Rock Candy.
Na zijn ambtstermijn bij Prestige was McDuff voor een korte periode bij Atlantic Records en in de jaren 1970 nam hij op voor Blue Note. To Seek a New Home (1970) werd opgenomen in Engeland met een bezetting met bluesschreeuwer Jimmy Witherspoon en enkele van de beste Britse jazzmuzikanten van die tijd, waaronder Terry Smith op gitaar en Dick Morrissey op tenorsaxofoon.
De afnemende belangstelling voor jazz en blues tijdens de late jaren 1970 en 1980 betekende dat veel jazzmusici een magere tijd doormaakten. Maar in 1988 met The Re-Entry, opgenomen voor Muse Records, begon McDuff opnieuw aan een succesvolle periode van opnamen, eerst voor Muse en vervolgens bij het Concord Jazz-label in 1991. George Benson verscheen op zijn album Color Me Blue uit 1992.
Ondanks gezondheidsproblemen bleef McDuff werken en opnemen gedurende de jaren 1980 en 1990 en in 2000 toerde hij door Japan met Atsuko Hashimoto. 

## Overlijden
'Captain' Jack McDuff, zoals hij later bekend werd, overleed in januari 2001 op 74-jarige leeftijd aan hartfalen.

## Discografie
- 1960: Tough 'Duff met Jimmy Forrest, Lem Winchester, Bill Elliot
- 1961: Brother Jack (Legends of Acid Jazz) met Grant Green, Bill Jennings, Joe Dukes, Harold Vick, Alvin Johnson
- 1961: The Honeydripper met Jimmy Forrest, Grant Green, Ben Dixon
- 1962: Brother Jack Meets the Boss met Gene Ammons, Joe Dukes, Eddie Diehl, Harold Vick
- 1962: Screamin' met Leo Wright, Joe Dukes, Kenny Burrell
- 1963: Crash met Ray Barretto, Joe Dukes, Kenny Burrell, Eric Dixon, Harold Vick
- 1964: Silken Soul met George Benson, Larry Gales, Red Holloway, Pat Martino, Harold Ousley, Joe Dukes, Montego Joe
- 1964: Legends of Acid Jazz met George Benson, Red Holloway, Joe Dukes, Benny Golson
- 1965: Hot Barbeque met George Benson, Red Holloway, Joe Dukes
- 1966: Tobacco Road met Red Holloway, Joe Dukes, J. J. Jackson, Frederick Berry, Bobby Christian, Roland Faulkner, King Kolax, Johnny 'Guitar' Watson, Danny Turner, Lonnie Simmons
- 1968: The Natural Thing met Phil Upchurch
- 1969: Moon Rappin' met Joe Dukes, Jean DuShon, Jerry Bird, Bill Phillips
- 1969: Down Home Style met Charlie Freeman, Jay Arnold, Sammy Greason
- 1970: To Seek a New Home met Jimmy Witherspoon, Dick Morrissey, Terry Smith - Blue Note
- 1970: Who Knows What Tomorrow's Gonna Bring? met Joe Beck, Ray Draper, Olu Dara, Randy Brecker, Dick Griffin, Paul Griffin, Tony Levin, Mike Mainieri, Donald McDonald, Jon Pierson
- 1988: The Re-Entry met John Hart, Houston Person, Cecil Bridgewater, Grady Tate, Ron Bridgewater
- 1989: Another Real Good'un met Cecil Brooks III, John Hart, Houston Person, Cecil Bridgewater, Randy Johnston, Ron Bridgewater, Buddy Williams
- 1991: Color Me Blue met George Benson, Ron Escheté, Red Holloway, Phil Upchurch, Joe Dukes, Kevin Axt, Denise Perrier
- 1994: Brother Jack McDuff Live! met George Benson, Red Holloway, Joe Dukes, Harold Vick
- 1994: The Heatin’ System met John Hart, Andrew Beals, Larry Grenadier, Dick Oatts, Rudy Petschauer, Jerry Weldon
- 1996: That's the Way I Feel About It met John Hart, Andrew Beals, Rudy Petschauer, Chris Potter, Kip Reed, Jerry Weldon
- 1999: Bringin' It Home met Red Holloway, Mark Whitfield, Grady Tate, Andrew Beals, Frank Gravis, Rudy Petschauer, Jerry Weldon
- 2001: Brotherly Love met Red Holloway, Pat Martino, Grady Tate, Andrew Beals, Joey DeFrancesco, Frank Gravis, Rudy Petschauer, Jerry Weldon
- 2002: The Last Goodun' met Gene Ammons, George Benson, Larry Gales, Red Holloway, Bill Jennings, Bobby Donaldson, Charles Davis, Joe Dukes, Montego Joe, Buster Cooper, Eddie Diehl, Wendell Marshall, Harold Vick, Danny Turner

- Bibsys: 6095322
- Biblioteca Nacional de España: XX1741678
- Bibliothèque nationale de France: cb138972978 (data)
- Gemeinsame Normdatei: 13445121X
- International Standard Name Identifier: 0000 0000 5942 5848
- Library of Congress Control Number: n88646328
- MusicBrainz: e0cd33e5-f664-4a21-b7eb-f0b07dd2c1d0
- Nederlandse Thesaurus van Auteursnamen: 099585774
- SNAC: w6kb7ffd
- Système universitaire de documentation: 080784755
- Virtual International Authority File: 29718758
- WorldCat: E39PBJdCrhrGTR8WMQThrHB3wC